# Héctor Lavoe
Héctor Lavoe, egentligen Héctor Juan Pérez Martínez, född 30 september 1946 i Ponce, Puerto Rico, död 29 juni 1993 i New York, var en puertoricansk salsasångare. Tillsammans med artister som Willie Colon och Ruben Blades gjorde han salsan populär i New York från 1960-talet och fram till 1980-talet. Han är av många ansedd som den störste manlige sångaren som salsamusiken haft. Kända låtar är till exempel La Murga, Periodico de ayer, El dia de mi suerte, Todo tiene su final, Che che cole, El cantante och Mi gente. Hector Lavoes texter är ofta smärtsamma och eftertänksamma och speglar hans eget kaotiska privatliv. Tyngd av drogberoende och familjetragedier kastade han sig ut från 9:e våningen i sitt hotellrum i Puerto Rico den 26 juni 1988 men överlevde. 29 juni 1993 dog "El cantante de los cantantes" (sångarnas sångare) i AIDS i New York, älskad och saknad av en hel salsavärld.

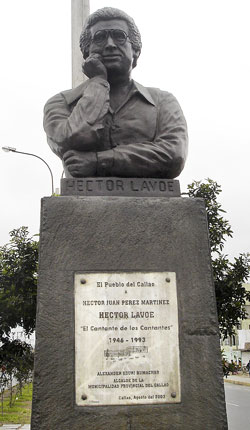
Staty över Héctor Lavoe uppförd i augusti 2003 i Los Barracones i Callao, Peru.

## Discografi

### Sångaren med Willie Colón
(I Fania Records.)
- El Malo (1967)
- The Hustler (1968)
- Guisando (1968)
- Cosa Nuestra (1969)
- La Gran Fuga (1970)
- Asalto Navideño (1971)
- El Juicio (1972)
- Asalto Navideño Vol. 2 (1973)
- Lo Mato (Si No Compra Este LP) (1973)
- Willie (1974)
- The Good, The Bad, The Ugly (1975)
- Déjà vu (1978)
- Vigilante (1983)

### Solist
- La Voz (1975)
- De Ti Depende (1976)
- Comedia (1978)
- Feliz Navidad (1979) (with Daniel Santos & Yomo Toro)
- Recordando a Felipe Pirela (1979)
- El Sabio (1980)
- Que Sentimiento (1981)
- Revento (1985)
- Strikes Back (1987)
- The Master & The Protege with Van Lester (1993)
- Live! (1997)
- Tu Bien Lo Sabes* (With Lavoe's never before released song "Tu Bien Lo Sabes") (2001)
- Mi Regreso: Hector Lavoe Live at Club Borinquen (2005)

### Med Tito Puente
- Hyllar Beny Moré Vol. 2 (1979) song: "Donde Estabas Tú"
- Hyllar Beny Moré Vol. 3 (1985) song: "Tumba Tumbador"